# Месьє складе вам компанію
«Месьє складе вам компанію» («Un monsieur de compagne») — французька кінокомедія 1964 року, знята режисером Філіппом де Брокою, з Жаном-П'єром Касселем і Катрін Денев у головних ролях.

## Сюжет
Антуан був вихований своїм дуже заможним дідусем, який був рантьє. Коли дідусь помер, його статок зменшився. Як наслідок, Антуан почав жити за рахунок різних людей, зрештою навіть став наймитом.

## У ролях
- Жан-П'єр Кассель: Антуан Мірліфлор
- Катрін Денев: Ізабель
- Жан-Клод Бріалі: Принц
- Марсель Даліо: Сократес
- Жан-П'єр Марієль: Бальтазар
- Анні Жирардо: Клара
- Валері Лагранж: Луїза
- Розі Варте: мати Ізабель
- Андре Люге: дідусь
- Ірина Демік: Ніколь
- Сандра Міло: Марія
- Адольфо Челі: Бенвенуто
- Міно Доро: професор Гаетано
- Реджин: вона сама
- Роберт Бломе: слуга принца
- Саша Бріке: довірена особа
- Меммо Каротенуто: агент у Римі
- Філіп Кастеллі: людина, яка платить Бальтазару
- Ірен Шабріє: Ернестина
- Марсель Шарві: ошуканий чоловік
- Луїза Шевальє: консьєржка
- Юбер Дешам: священик
- Розмарі Декстер: студентка
- Джустіно Дюрано: пекар
- Жак Динам: батько Ізабель
- Женев'єв Фонтанель: подруга Сократеса
- Жаклін Джеффорд: американка в Сакре-Кер
- Крістіан Люде: нотаріус
- Альбер Мішель: пан Леру
- Бернар Мюссон: консьєрж
- Джесс Хан: туристка
- Рене Пассер: власник
- Жак Пребуа: працівник вокзалу
- Гаміль Ратіб: махараджа
- Жан Сільвен: антиквар
- Роже Фераль: його власна роль
- Роже Лекуйє: епізод

## Знімальна група
- Режисер: Філіпп де Брока
- Сценарій: Філіпп де Брока
- Художник: П'єр Дюкен
- Костюми: Жаклін Моро
- Оператор: Рауль Кутар
- Монтаж: Франсуаза Жаве
- Композитор: Жорж Дельрю
- Продюсер: Жульєн Дероде